# نموذج لوني

دولاب الألوان

النموذج اللوني (بالإنجليزية: color model)‏ هو نموذج رياضياتي مختصر يصف طريقة تمثيل الألوان بمجموعة مترابطة من الأرقام، كثلاث أو أربع قيم أو مكونات للون. عندما يقترن هذا النموذج بوصف دقيق لكيفية تأويل هذه المكونات (مثل ظروف الرؤية، والإضاءة، إلخ) تسمى عندها مجموعة الألوان بالفضاء اللوني. هذه المقالة تشرح طرق نمذجة رؤية اللون البشرية.

## الفضاء اللوني بقيم الحفز الثلاثي

تمثيل ثلاثي الأبعاد للفضاء اللوني البشري

يمكن تمثيل هذا الفضاء بمنطقة في الفضاء الإقليدي ثلاثي الأبعاد إذا عرّفنا المحاور x وy وz بحفز مستقبلات الطول الموجي الطويل L والطول الموجي المتوسط M والطول الموجي القصير S. مركز الإحداثيات (S,M,L) = (0,0,0) يرتبط باللون الأسود. ولا يوجد موضع محدد للون الأبيض في هذا المخطط وإنما يعرف وفق درجة الحرارة اللونية أو كما هو متوفر من الإضاءة المحيطة. الفضاء اللوني البشري له شكل مخروطي ذو قاعدة بشكل حدبة الحصان كما تظهر في الشكل، يمتد من مبدأ الإحداثيات إلى اللانهاية نظريا. ومن الوجهة العملية، فإن المستقبلات الحسية البشرية للون ستصل إلى الإشباع أو تتضرر عند شدات إضاءة عالية جدا. ولكن هذا الأمر ليس جزءا من الفضاء اللوني لهيئة الإضاءة الدولية ولا تغير الإدراك اللوني عند مستويات إضاءة منخفضة.
تتوضع الألوان الأكثر إشباعا على المحيط الخارجي للمنطقة، وتكون الألوان المضيئة أبعد عن المركز. وبقدر المستطاع تتفاعل استجابات المستقبلات في العين، فلا يوجد أضواء بنية أو رمادية. فأسماء الألوان الأخيرة تعرف بأنها ضوء برتقالي وأبيض ذو شدة أقل من الضوء في المناطق المحيطة بها. يمكننا أن نلاحظ ذلك عند مشاهدة شاشة لعرض جهاز إسقاط خلال إحدى الاجتماعات، فنحن نرى الحروف السوداء على خلفية بيضاء، مع أن اللون الأسود لم يصبح أدكن من الشاشة البيضاء التي يسقط عليها قبل أن يشغل جهاز الإسقاط. المناطق السوداء لم تصبح أكثر دكانة ولكنها ستكون سوداء نسبة إلى الكثافة الأعلى للضوء الأبيض الساقط على الشاشة حوله. (اقرأ أيضا: ثبات لوني (color constancy)).
الفضاء اللوني البشري له خاصية مزج الألوان جمعيا ترتبط بإضافة الأشعة في هذا الفضاء. وهذا يجعله سهل لوصف الألوان الممكنة (سلسلة لونية) التي يمكن أن تتشكل من الألوان الأولية الأحمر والأخضر والأزرق في إظهار الحواسيب.

## الفضاء اللوني 1931 CIE

التوابع اللونية للمراقب المعياري 1931 CIE بين أطول موجات 380 و 780 نانومتر (بفواصل 5 نانومتر)

من أوائل الفضاءات اللونية المعرفة رياضيا هو الفضاء اللوني س ع ص (ويعرف أيضا بالفضاء اللوني 1931 CIE) وضعته هيئة الإضاءة الدولية سنة 1931. قيست هذه المعطيات للمراقبين البشريين باستخدم حقل رؤية بزاوية 2°. وقد نشرت في سنة 1964 معطيات المراقبين باستخدام حقل رؤية بزاوية 10°.
لاحظ أن منحنيات قيم الحفز الثلاثي المعطاة بجداول فيها شيء من الاعتباطية. فأشكال منحنيات X و Y و Z المستقلة يمكن قياسها بدقة جيدة. ولكن منحني الإضاءة الكلي (وهو مجموع هذه المنحنيات الثلاث) هو شخصي لأنه يتضمن أن نطلب من شخص الذي يقوم بالاختيار أن يحدد تساوي الإضاءة لمنبعين ضوئيين حتى لون كانا مختلفي اللون تماما. بالإضافة إلى أن مقدار المنحنيات X و Y و Z اعتباطي. ويمكن لكل شخص أن يعرف فضاء لونيا بمنحني X ذو مقدار مضاعف عن سابقه. وهذا الفضاء اللوني الجديد يكون له شكلا مختلفا. ومنحنيات الحساسية هذه في الفضاء اللوني س ع ص 1931 والفضاء اللوني س ع ص 1964 قد رسمت بمقياس ليكون لها نفس المساحات تحت المنحنيات.
يظهر الشكل الجانبي دوال المضاهاة اللونية للمراقب المعياري وفق هيئة الإضاءة الدولية. في هذا الشكل، ترتبط x وy بـ قيم الحفز الثلاثي X وY وZ بالعلاقات:
{\displaystyle x=X/(X+Y+Z)}
{\displaystyle y=Y/(X+Y+Z)}
x وy هي إحداثيات الإسقاط وتشغل ألوان المخطط اللوني منطقة من مستوي الإسقاط. ولأن منحنيات الحساسية التي وضعتها هيئة الإضاءة الدولية متساوية المساحات تحت المنحينيات فإن الطيف ذو الطاقة مسطحة (flat energy spectrum) يرتبط بالنقطة (x,y) = (0.333,0.333).
نحصل على قيم X وY وZ من تكامل جداء طيف الضوء وتوابع المضاهاة اللونية المنشورة. أطوال الموجات الزرقاء والحمراء لا تسهم كثيرا في السطوع (luminosity) وهذا موضح في المثال التالي:
| أحمر | أخضر | أزرق | أحمر+أخضر | أخضر+أزرق | أحمر+أزرق | أحمر+أخضر+أزرقe | بدون ضوء |

وبالنسبة لشخص ذي رؤية لونية طبيعية، يبدة اللون الأخضر أسطع من الأحمر، والذي بدوره أسطع من الأزرق. حتى اللون الأزرق النقي يظهر داكنا جدا ويمكن تمييزه بصعوبة عن الأسود عند النظر إليه عن بعد. فالأزرق ذو قدرة تلوينية قوية عند مزجه مع الأخضر والأحمر.
وفي أحد أنواع عمى الألوان للأحمر والأخضر، يكون الأخضر أكثر سطوعا من الأزرق، والأحمر أدكن وبالكاد يلاحظ. وأضواء إشارات المرور الحمراء لا يمكن رؤيتها في الأيام المشمسة. في حين أن الأضواء الخضراء تظهر كأبيض متسخ وبالكاد تميز عن أضواء الشوارع الليلية.
والفضاء اللوني س ع ص هرمي الشكل، على عكس الفضاء اللوني مخروطي الشكل في ما تقدم معنا قبلا. وفي التمثيل ثنائي الأبعاد xy نحصل على جميع المزج الجمعية من اللونين A وB من الخط الواصل بينهما. ولكن المزج الجمعي للونين لا تكون شرطا في وسط الخط تماما.

## النموذج اللوني أحمر أخضر أزرق

تستخدم الأوساط التي تمرر الضوء (مثل الرائي) مزج الألوان جمعيا باستخدام الألوان الأولية مثل الأحمر والأخضر والأزرق وكل منها يحفز إحدى أنماط مستقبلات العين الثلاث مع تحفيز قليل قدر الإمكان للمستقلين الأخرى ين. وهذا يعرف بـ النموذج اللوني أحمر أخضر أزرق. ومزج أضواء تمثل هذه الألوان الأولية الثلاث تغطي جزء كبيرا من الفضاء اللوني البشري وتنتج جزء كبيرا من دراية اللون البشرية. وهذا هو سبب استخدام الرائي الملون أو شاشات العرض الملونة في الحواسيب تحتاج فقط لإنتاج مزيج من الأضواء الحمراء والخضراء والزرقاء. (اقرأ لون جمعي)
يمكن استخدام ألوانا أولية أخرى من حيث المبدأ، ولكن استخدام الأحمر والأخضر والأزرق يسمح بتمثيل أكبر جزء من الفضاء اللوني البشري. ولا يوجد لسوء الحظ إجماع تام على المحل الهندسي للمخطط اللوني للأحمر والأخضر والأزرق، ولذلك نفس قيم الأحمر والأخضر والأزرق يمكن أن تعطي لونا مختلفا قليلا على الشاشات المختلفة.

### تمثيل كلا من الفضاء اللوني ص ش ق والفضاء اللوني ص ش ض

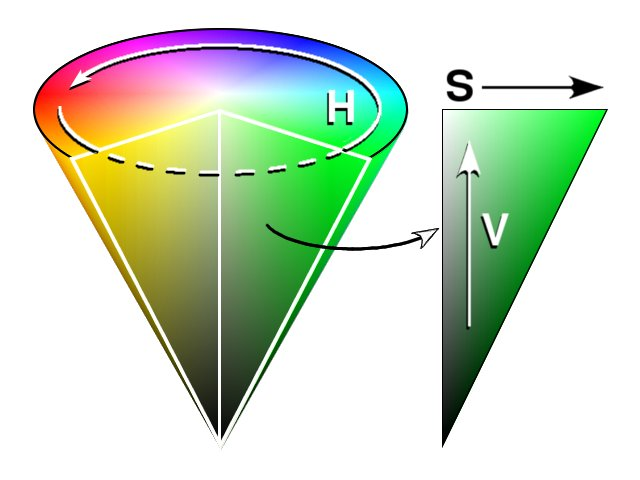
النموذج اللوني ص ش ق

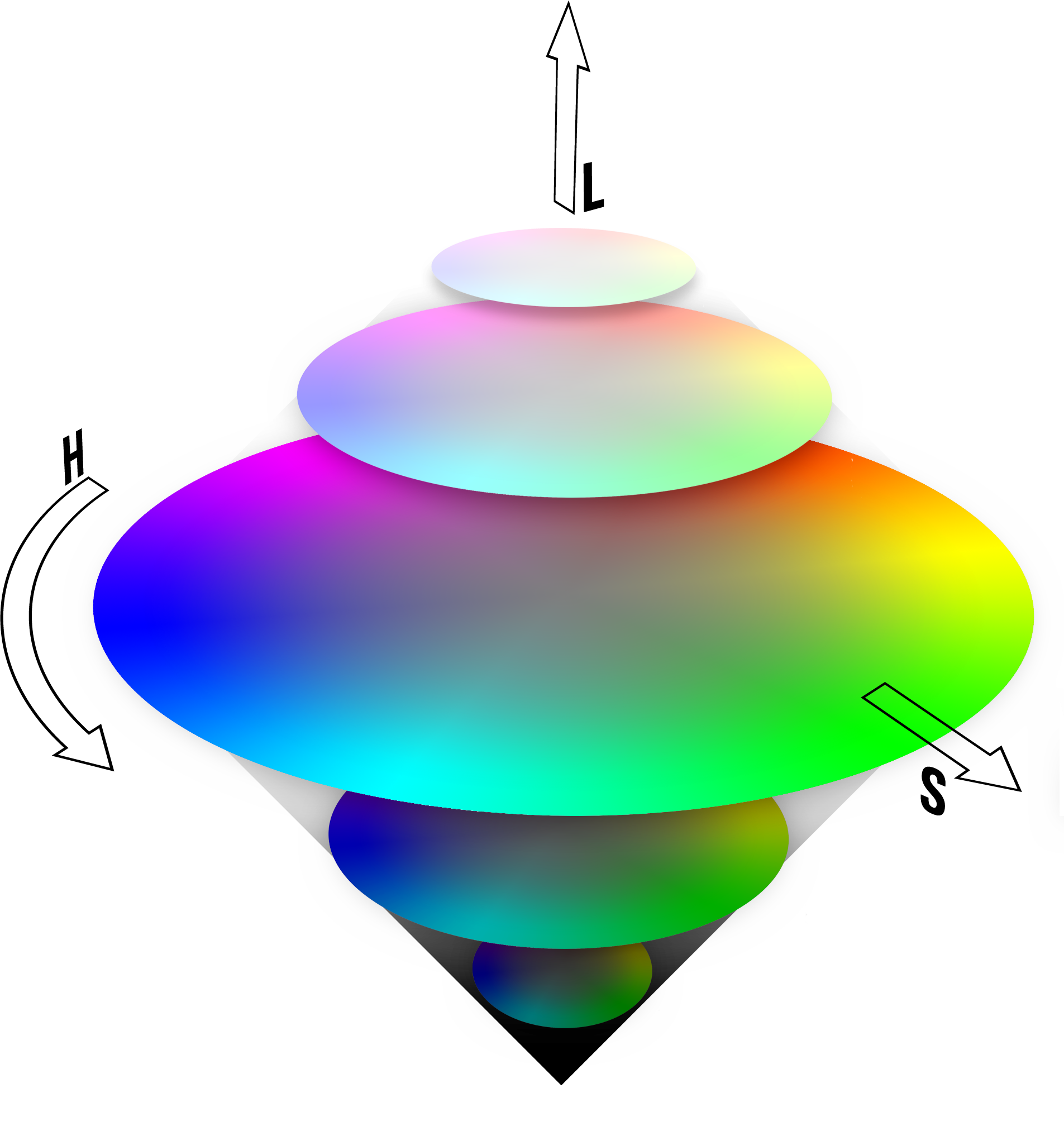
النموذج اللوني ص ش ض

إن النموذج اللوني أحمر أخضر أزرق لا يتماشى جيدا مع إنتاج الألوان التي الرؤية البشرية، لذلك قام الباحثون بتطوير نموذجين لونيين بديلين عنه، هما النموذج اللوني ص ش ق، والنموذج اللوني ص ش ض حيث ص: صبغة اللون، وش: إشباع اللون، ق: قيمة اللون، ض: إضاءة اللون. إن مل من ص ش ق وص ش ض هو تحسين لترتيب الألوان المكعبي للنموذج اللوني أحمر أخضر أزرق بحيث تتوزع الألوان واحدة الصبغة بشكل شرائح قطرية حول محور مركزي من الألوان الحيادية التي تتفاوت بدورها بين اللون الأسود في الأسفل واللون الأبيض في الأعلى. وتتوضع الألوان المشبعة لكل صبغة في دائرة تسمى دولاب الألوان.
يستخدم النموذجين ص ش ق وص ش ض استخداما واسعا في الرسومات باستخدام الحاسوب وخصوصا في مصطفي الألون (color pickers) في برامج تعديل الصور. ويمكن حساب التحويل الرياضي بين من الفضاء اللوني أحمر أخضر أزرق إلى ص ش ق أو ص ش ض في الزمن الحقيقي، كما يوجد خريطة سهلة الفهم بين الألوان في كلا هذين الفضائين وإظهارهما في الأجهزة العاملة على نظام أحمر أخضر أزرق.

## النموذج اللوني سيان قرمزي أصفر أسود
من الممكن الحصول على طيف كبير من الألوان التي تراها العين البشرية وذلك بمزج الأصبغة أو الأحبار ذات لون السيان، والقرمزي، والأصفر على خلفية بيضاء. هذه ألوان أولية طرحية. يضاف اللون الرابع الأسود لتحسين إنتاج الألوان الداكنة. وتعطي هذه الألوان الفضاء اللوني سيان قرمزي أصفر أسود أو النموذج اللوني سيان ماجنتا أصفر أسود.
يعكس الحبر السياني جميع الأضواء عدا الأحمر. ويعكس الحبر الأصفر جميع الأضواء عدا الأزرق. ويعكس الحبر القرمزي جميع الأضواء عدا الأخضر. وهذا لأن الضوء السياني مكون من مزيج متساوي من الأخضر والأزرق، والضوء الأصفر هو مزيج متساوي من الأحمر والأخضر، والضوء القرمزي هو مزيج متساوي من الأحمر والأزرق.

## الأنظمة اللونية
يوجد عدة أنماط للأنظمة اللونية تصنف اللون وتحلل تأثيراته. نظام الألوان مونسل الذي قسمه الأمريكي ألبرت هنري مونسل هو تصنيف معروف ينظم الألوان المختلفة في مجسم لوني يعتمد على صبغة اللون وإشباعه وقيمته. وهناك أنظمة أخرى مهمة تشمل نظام الألوان الطبيعي السويدي (NCS) الذي أصدره معهد اللون الإسكندنافي، والفضاء اللوني المنتظم وهو نتيجة أعمال جمعية البصريات الأمريكية (OSA-UCS)، ونظام كلورؤويد الهنغاري (Coloroid). يعتمد NCS على نموذج لوني متضاد، في حين تحاول أنظمة مونسل، و OSA-UCS وكلورؤويد تماثل النموذج اللوني. أنظمة مضاهاة الألوان بانتون الأمريكي (Pantone) ورال الألماني (RAL) (color space system) تختلف عن سابقاتها بأن فضاءاتها اللونية لا تعتمد على نماذج لونية ضمنية.

## اقرأ أيضا
- لون
- فضاء لوني